# Răzvan Grădinaru
Răzvan Grădinaru (n. 23 august 1995, Zimnicea, Teleorman, România) este un fotbalist român, care joacă pe post de mijlocaș la Karmiotissa Pano Polemidion⁠(d) în Prima Divizie Cipriotă.

## Cariera de jucător
El a debutat la echipa mare a Stelei într-un meci împotriva echipei de Liga a IV-a Avântul Bârsana într-un meci din Cupa României Timișoreana .
Răzvan Grădinaru a evoluat cu Steaua în grupele UEFA Youth League , unde a jucat în toate cele 6 meciuri, reușind să marcheze de 3 ori.
La 12 ani a ajuns la juniorii celor de la Dinamo București , unde nu a rămas decât 2 ani,apoi făcând transferul la marea rivală, Steaua , el fiind stelist de mic copil,idolul său fiind Marius Lăcătuș , legenda Stelei. De asta el a purtat tricoul cu numărul 7 în UEFA Youth League, dar la echipa mare el are tricoul cu numărul 27, cel cu numărul 7 fiind purtat de Alexandru Chipciu .
El a debutat în Liga 1 pe 11 aprilie 2014, la meciul dintre Steaua și FC Vaslui , jucat în Ghencea.
În sezonul 2014-2015 a fost împrumutat la Oțelul Galați , unde a jucat în 19 meciuri, din care 17 în Liga 1 , însă fără să înscrie vreun gol.
În perioada de pregătire până la începutul sezonului 2015-16, Răzvan Grădinaru a înscris un gol de generic împotriva echipei de liga a patra ASF Zărnești, câștigat de Steaua cu 8-0. A început bine și acest sezon, forțând mult pe atac și scoțând în meciul cu FC Botoșani, câștigat cu 1-0 (Gabriel Iancu 2`), a scos lovitura liberă din care s-a marcat golul victoriei.
În 2016 este transferat definitiv la CS Concordia Chiajna, Steaua păstrând procente din viitorul său transfer. Înscrie pentru ilfoveni într-un meci cu Gaz Metan.
La 28 iunie 2022, Grădinaru a semnat un contract pentru două sezoane cu echipa cipriotă APK Karmiotissa Pano Polemidion.

## Titluri
Steaua București
- Liga I (1): 2013-2014